# 케이티 핀들레이
케이티 핀들리(Katie Findlay, 영어 발음: /ˈfɪndli/, 1990년 8월 28일 ~ )는 캐나다의 배우이다.

## 출연 작품

### 영화
- 더 필라서퍼스 (2013, After the Dark)
- 첫경험만 8번째 (2014, Premature)
- 젬 앤 더 홀로그램 (2015)
- The Bridge (2015)
- 다크 스트레인저 (2015, The Dark Stranger)
- Straight Up (2019)

### 텔레비전
- 프린지 (2010)
- 사이크 (2010)
- 스타게이트 유니버스 (2011)
- 킬링 (2011-12)
- 컨티넘 (2012)
- 캐리 다이어리 (2013-14)
- 범죄의 재구성 (2014-15)
- 더 매지션스 (2016)
- 트와일라잇 존: 환상특급 (2019)
- 낸시 드류 (2019-21)
- 조이의 특별한 플레이리스트 (2021)